# Dave Peverett
David Peverett, rovněž známý jako Lonesome Dave, (16. dubna 1943, Dulwich, Spojené království – 7. února 2000, Orlando, USA) byl britský zpěvák a kytarista. V letech 1967 až 1971 působil ve skupině Savoy Brown. Ke kapele se znovu vrátil v roce 1992, avšak již roku 1994 opět odešel. V roce 1971 spoluzaložil skupinu Foghat, v níž hrál až do jejího rozpadu v roce 1984. Obnovena byla roku 1986, avšak Peverett se k ní připojil až v roce 1993. Následně ve skupině hrál až do své smrti. Zemřel na komplikace s rakovinou ve věku 56 let.